# 1er janvier 2012
Le dimanche 1er janvier 2012 est le 1er jour de l'année 2012.

## Décès
- Gary Ablett ; Footballeur britannique.
- Bob Anderson ; Escrimeur britannique (maître d'armes ou doublure au cinéma).
- Alfredo Battisti ; Archevêque italien catholique émérite de Udine.
- Jorge Andrés Boero ; Pilote de moto argentin.
- Kiro Gligorov ; Homme politique macédonien, premier président de la République de Macédoine.
- Francesco Marino Di Teana ; Sculpteur italien.
- Marcelle Narbonne ; Supercentenaire française et doyenne des Français.
- Yafa Yarkoni ; Chanteuse israélienne.

## Événements
- Le Danemark prend la présidence tournante de l'Union européenne et succède à la Pologne;
- Les États-Unis prennent la présidence tournante du G8;
- Saint-Barthélemy abandonne son statut de région ultrapériphérique de l'Union européenne et rejoint les pays et territoires d'outre-mer[1].
- Guimarães et Maribor deviennent capitales européennes de la culture.